# Le Loroux
Le Loroux är en kommun i departementet Ille-et-Vilaine i regionen Bretagne i nordvästra Frankrike. Kommunen ligger i kantonen Fougères-Nord som tillhör arrondissementet Fougères-Vitré. År 2022 hade Le Loroux 618 invånare.

## Befolkningsutveckling
Antalet invånare i kommunen Le Loroux
Referens:INSEE